# Stenandrium goiasense
Stenandrium goiasense är en akantusväxtart som beskrevs av D.C. Wasshausen. Stenandrium goiasense ingår i släktet Stenandrium och familjen akantusväxter. Inga underarter finns listade i Catalogue of Life.